# ماريكو كودا
ماريكو كودا (باليابانية: 國府田 マリ子) مواليد 5 سبتمبر 1969، هي مؤدية أصوات يابانية.

## أعمال

### أنمي
- الرغيف العجيب
- الثابتون
- أبطال الديجيتال الجزء الخامس
- عبقور
- أدغال الديجيتال
- ون بيس
- بوكيمون
- فارس فامباير

فتى البرتقال ميكي كويشكاوا

## وصلات خارجية
- ماريكو كودا على موقع IMDb (الإنجليزية)
- ماريكو كودا على موقع ميوزك برينز (الإنجليزية)
- ماريكو كودا على موقع ديسكوغز (الإنجليزية)
- ماريكو كودا على موقع قاعدة بيانات الفيلم (الإنجليزية)
- ماريكو كودا على موقع ANN person (الإنجليزية)